# Desirée Rossit
Desirée Rossit (Udine, 19 marzo 1994) è un'altista italiana.

## Biografia
Nasce a Udine il 19 marzo 1994, ma è originaria di Nespoledo.
Ha collezionato due presenze con la Nazionale assoluta nel biennio 2013-2015, entrambe le volte nel DécaNation, terminando rispettivamente all'ottavo ed al quinto posto.
Nel 2010 (primo anno da allieva) è stata vicecampionessa (dietro ad Alessia Trost) agli italiani di categoria all'aperto (indoor invece non ha messo neanche una misura valida).
Doppietta indoor-outdoor di titoli italiani allieve nel 2011 e settimo posto agli assoluti di Torino.
Argento agli italiani juniores 2012 (ancora dietro la Trost) e dodicesimo posto agli assoluti di Bressanone. Era iscritta sia agli italiani juniores indoor che agli assoluti al coperto, ma non ha gareggiato in entrambe.
Doppia medaglia agli italiani juniores nel 2013: oro agli indoor ed argento all'aperto. Quarto posto agli assoluti di Milano con la stessa misura saltata da Chiara Vitobello (entrambe a 1,78 m), ma la Vitobello l'ha superata al primo tentativo rispetto ai due della Rossit.
Seconda, dietro la Trost, agli assoluti di Rovereto 2014 ed oro agli italiani promesse.
Nel 2015 ha vinto il suo primo titolo italiano assoluto a Torino; seconda, alle spalle della Trost, agli italiani promesse. Ad inizio stagione, è stata prima campionessa promesse indoor e poi medaglia di bronzo agli assoluti al coperto.
Inoltre sempre nel 2015 ha stabilito i suoi attuali record personali sia outdoor che indoor con quest'ultimo che è superiore.
Il 7 febbraio del 2016 ad Ancona ha vinto il titolo italiano promesse indoor. Quell'anno si qualifica sia per gli Europei di Amsterdam, sia, un mese dopo, per le Olimpiadi di Rio de Janeiro. Agli europei, in finale, si classifica sesta a pari merito con l'altra azzurra Alessia Trost con la misura di 1,89. A Rio supera la qualificazione saltando 1,94 m, ma in finale non va oltre l'1,88 e chiude al 16º posto.
È stata allenata fino al 2017 dal tecnico Gianfranco Chessa, scomparso quell'anno.

## Progressione

### Salto in alto
| Stagione | Misura | Luogo      | Data       | Rank. Mond. |
| -------- | ------ | ---------- | ---------- | ----------- |
| 2018     | 1,90 m | Avila      | 10-7-2018  | 130ª        |
| 2017     | 1,86 m | Trieste    | 1-7-2017   | 319ª        |
| 2016     | 1,97 m | Bressanone | 10-6-2016  | 3ª          |
| 2015     | 1,89 m | Gorizia    | 27-6-2015  | 50ª         |
| 2014     | 1,88 m | Rovereto   | 19-7-2014  | 59ª         |
| 2013     | 1,81 m | Gorizia    | 27-6-2013  |             |
| 2012     | 1,76 m | Misano     | 15-6-2012  |             |
| 2011     | 1,77 m | Trebisonda | 25-7-2011  |             |
| 2010     | 1,76 m | Chiuro     | 24-7-2010  |             |
| 2009     | 1,69 m | Fidenza    | 14-6-2009  |             |
| 2008     | 1,67 m | Roma       | 10-10-2008 |             |
| 2007     | 1,47 m | Majano     | 8-9-2007   |             |

### Salto in alto indoor
| Stagione | Misura | Luogo     | Data      | Rank. Mond. |
| -------- | ------ | --------- | --------- | ----------- |
| 2016     | 1,86 m | Ancona    | 7-2-2016  | 59ª         |
| 2015     | 1,91 m | Pordenone | 31-1-2015 | 23ª         |
| 2014     | 1,75 m | Pordenone | 1-2-2014  |             |
| 2013     | 1,83 m | Ancona    | 24-2-2013 |             |
| 2011     | 1,86 m | Amburgo   | 5-3-2011  |             |
| 2010     | 1,65 m | Modena    | 21-2-2010 |             |
| 2008     | 1,35 m | Udine     | 27-1-2008 |             |

## Palmarès
| Anno | Manifestazione   | Sede           | Evento        | Risultato | Prestazione | Note  |
| ---- | ---------------- | -------------- | ------------- | --------- | ----------- | ----- |
| 2011 | Mondiali allievi | Lilla          | Salto in alto | 21ª (q)   | 1,67 m      | [ 1 ] |
| 2013 | Europei juniores | Rieti          | Salto in alto | 10ª       | 1,78 m      | [ 2 ] |
| 2014 | Mediterranei U23 | Aubagne        | Salto in alto | Oro       | 1,80 m      | [ 3 ] |
| 2015 | Europei U23      | Tallinn        | Salto in alto | 6ª        | 1,84 m      | [ 4 ] |
| 2016 | Mediterranei U23 | Tunisi         | Salto in alto | Oro       | 1,92 m      |       |
| 2016 | Europei          | Amsterdam      | Salto in alto | 6ª        | 1,89 m      |       |
| 2016 | Giochi olimpici  | Rio de Janeiro | Salto in alto | 16ª       | 1,88 m      |       |
| 2018 | Europei          | Berlino        | Salto in alto | 18ª (q)   | 1,81 m      |       |

## Campionati nazionali
- 1 volta campionessa nazionale assoluta del salto in alto (2015)
- 2 volte campionessa nazionale promesse indoor del salto in alto (2015, 2016)
- 1 volta campionessa nazionale juniores del salto in alto (2014)
- 1 volta campionessa nazionale juniores indoor del salto in alto (2013)
- 1 volta campionessa nazionale allieve del salto in alto (2011)
- 1 volta campionessa nazionale allieve indoor del salto in alto (2011)

2008
- Argento ai campionati italiani cadetti (Roma), salto in alto - 1,67 m[5]

2010
- In finale ai campionati italiani allievi indoor (Ancona), salto in alto - nm[6]
- Argento ai campionati italiani allievi (Rieti), salto in alto - 1,76 m[7]

2011
- Oro ai campionati italiani allievi indoor (Ancona), salto in alto - 1,80 m[8]
- 7ª ai campionati italiani assoluti (Torino), salto in alto - 1,75 m[9]
- Oro ai campionati italiani allievi (Rieti), salto in alto - 1,76 m[10]

2012
- Argento ai campionati italiani juniores (Misano Adriatico), salto in alto - 1,76 m[11]
- 12ª ai campionati italiani assoluti (Bressanone), salto in alto - 1,71 m[12]

2013
- Oro ai campionati italiani juniores indoor (Ancona), salto in alto - 1,83 m[13]
- Argento ai campionati italiani juniores (Rieti), salto in alto - 1,79 m[14]
- 4ª ai campionati italiani assoluti (Milano), salto in alto - 1,78 m[15]

2014
- Oro ai campionati italiani promesse (Torino), salto in alto - 1,83 m[16]
- Argento ai campionati italiani assoluti (Rovereto), salto in alto - 1,88 m[17]

2015
- Oro ai campionati italiani promesse indoor (Ancona), salto in alto - 1,84 m[18]
- Bronzo ai campionati italiani assoluti indoor (Padova), salto in alto - 1,81 m[19]
- Argento ai campionati italiani promesse (Rieti), salto in alto - 1,84 m[20]
- Oro ai campionati italiani assoluti (Torino), salto in alto - 1,86 m[21]

2016
- Oro ai campionati italiani promesse indoor (Ancona), salto in alto - 1,86 m[22]

2017
- Argento ai campionati italiani assoluti, salto in alto - 1,86 m

## Altre competizioni internazionali
2011
- 4ª al Festival olimpico della gioventù europea ( Trebisonda), salto in alto - 1,75 m[23]

2013
- 8ª al DécaNation ( Valence), salto in alto - 1,75 m[24]

2015
- 5ª al DécaNation ( Parigi), salto in alto - 1,79 m[25]